# Torre de Leandro

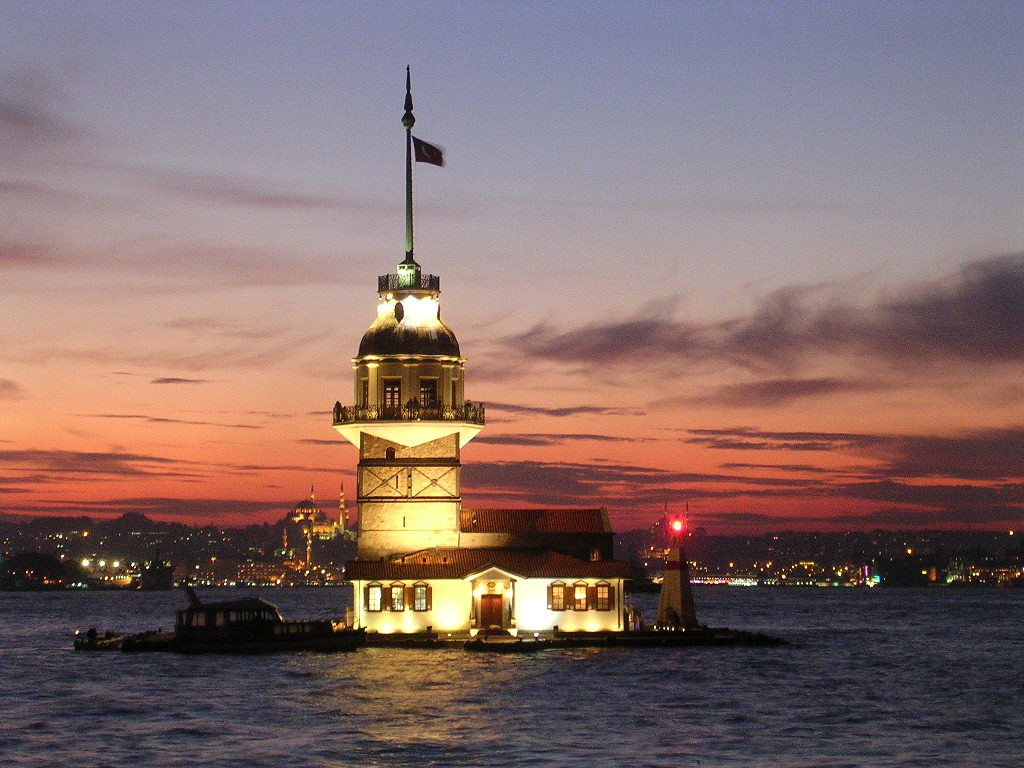

A Torre de Leandro, também conhecida como Torre da Donzela (em turco:  Kız Kulesi) é uma construção histórica da cidade de Istambul, na Turquia. Ocupa uma ilhota do estreito do Bósforo, ao largo de Üsküdar.

## História

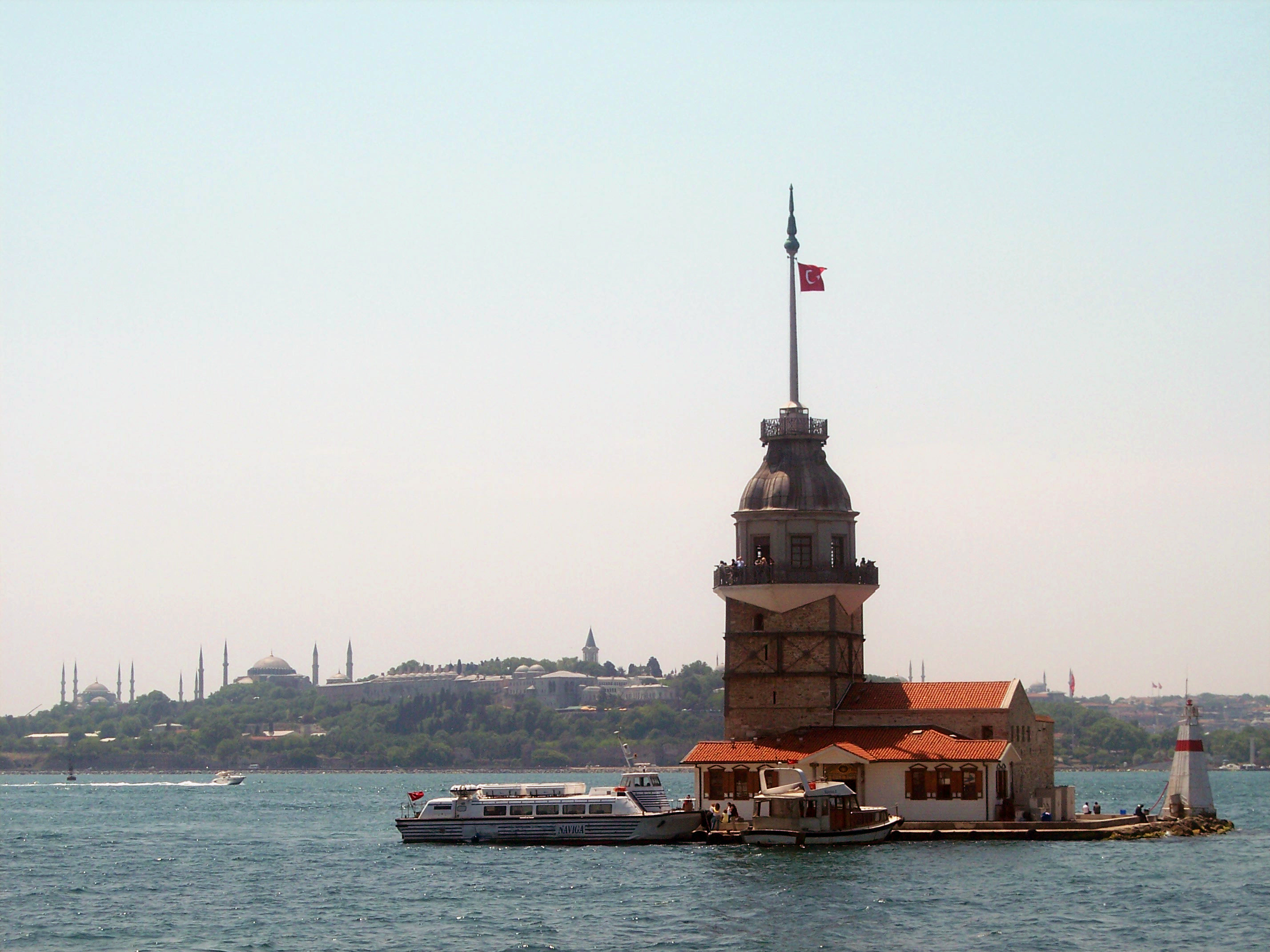

A torre foi originalmente construída em 408 a.C. pelo general ateniense Alcibíades para controlar o movimento dos navios persas no Bósforo. entre o que eram então Bizâncio, no lado europeu (ocidente) e Crisópole (em grego:  Χρυσόπολις), depois chamada Scutari ou Scutarion (Σκουτάριον), situada onde é hoje Üsküdar, no lado oriental. O imperador bizantino Aleixo I Comneno aumentou-a e transformou-a numa fortaleza em 1110 d.C.. Depois disso foi restaurada e modificada várias vezes pelos otomanos, sobretudo em 1509 e 1763. O restauro mais recente data de 1998, quando suportes de aço foram adicionados à volta da torre.
Usada como farol durante séculos, o interior foi transformado num café e restaurante com vistas magníficas sobre a cidade. Vários barcos asseguram o transporte várias vezes ao dia.
A torre aparecia no verso da nota de 10 liras turcas que circulou entre 1966 e 1981.

## Lendas

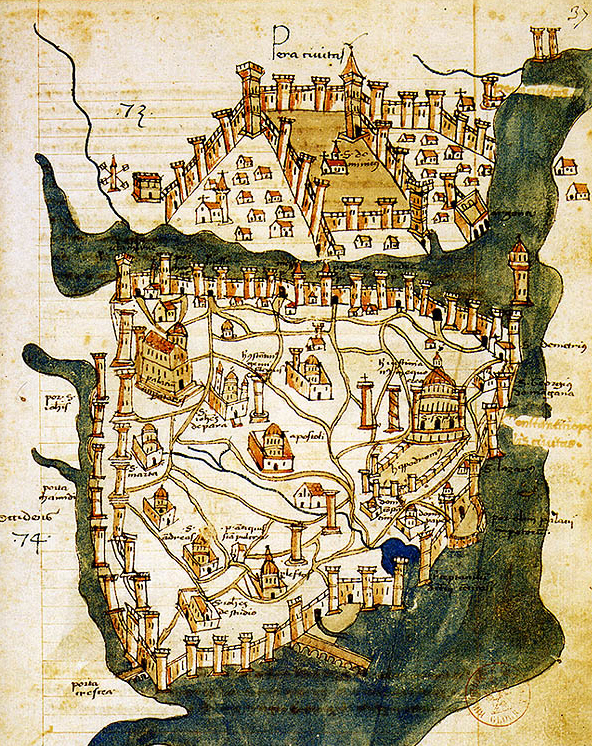
Mapa de Constantinopla de 1422 de Cristóvão Buondelmonti, onde a Torre de Leandro aparece à direita

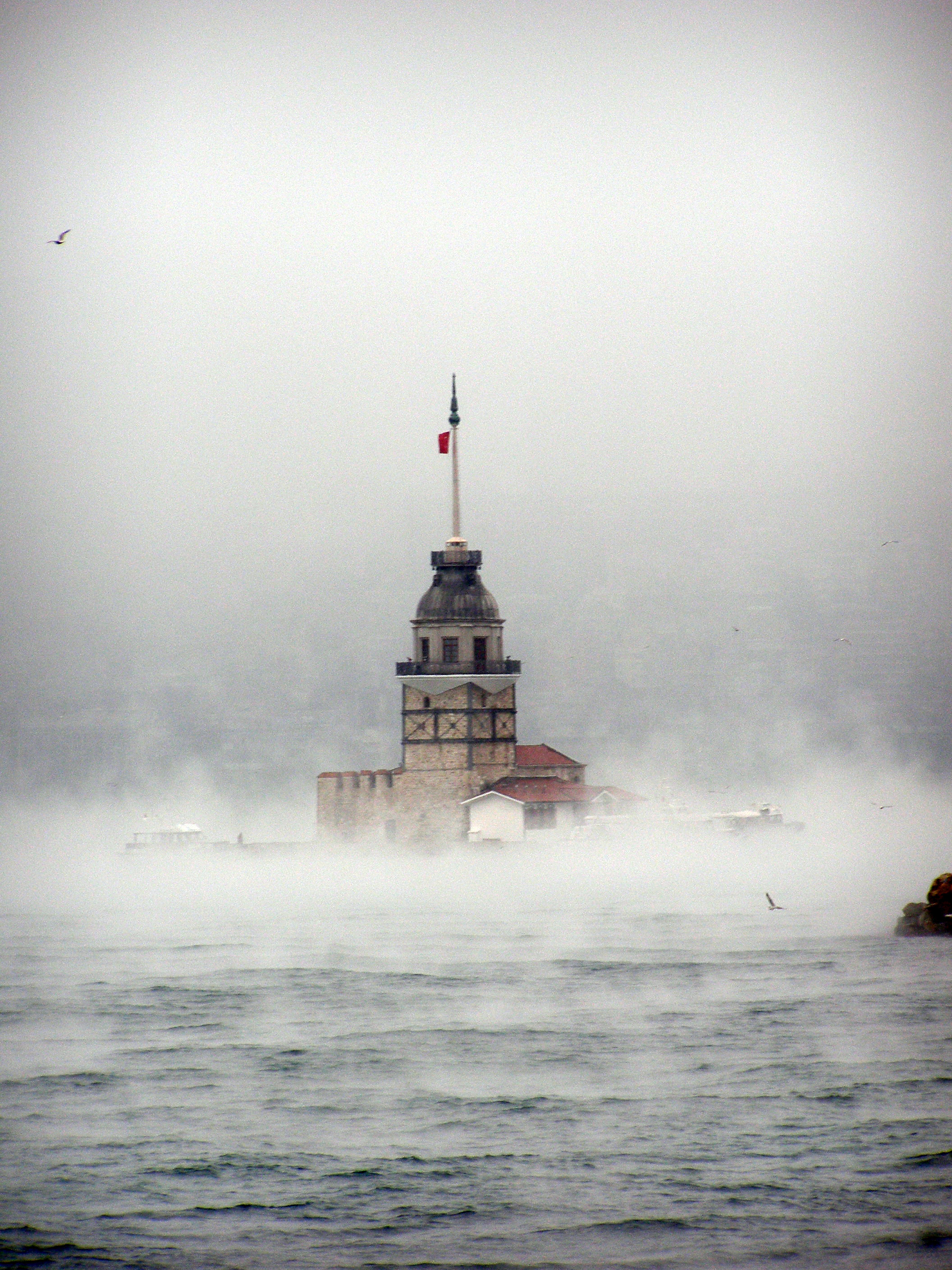

Há muitas lendas acerca da construção da torre e da sua localização.
Uma das lendas turcas mais populares conta que um sultão tinha uma filha que adorava. Um dia, um oráculo profetizou que ela seria morta por uma cobra venenosa no seu 18º aniversário. Num esforço para evitar a perda prematura da filha, o sultão colocou-a longe da terra, para que ficasse longe de cobras, para o que mandou construir a torre, onde a visitava frequentemente. No 18º aniversário da princesa, o sultão levou um cesto de frutos exóticos como presente. Assim que a princesa se aproximou do cesto, foi mordida por uma áspide que se tinha escondido entre as frutas. A princesa acabou por morrer nos braços do seu desgostoso pai, que assim viu concretizada a profecia. Supostamente o nome de Torre da Donzela tem origem nesta lenda.
O nome mais clássico de Torre de Leandro tem origem noutra história que também inclui uma donzela: o mito grego de Hero e Leandro. Hero era uma jovem sacerdotisa de Afrodite em Sesto, uma cidade grega à beira do Helesponto (estreito de Dardanelos). Leandro era um jovem de Abidos, a cidade do outro lado do estreito, que se apaixonou por Hero. Todas as noites Leandro atravessava o estreito a nado para se encontrar com a sua amada. Para o guiar no escuro, Hero acendia uma lanterna, que colocava no topo da torre onde vivia. Não resistindo à doce conversa de Leandro, que argumentava que Afrodite, como deusa do amor, iria desdenhar a adoração de uma virgem, Hero concordou em fazerem amor. Os amantes encontraram-se todas as noites de um verão quente, mas no inverno, numa noite de tempestade, as ondas arremessaram Leandro ao mar e o vento apagou a lanterna de Hero. Sem nada que o orientasse, Leandro perdeu-se no mar e acabou afogando-se. Desesperada pela morte de Leandro, Hero atirou-se da do cimo da torre.
Esta lenda também explicaria o nome de Torre da Donzela. Devido à semelhança física e proximidade geográfica dos Dardanelos com o Bósforo, a história de Leandro foi atribuída à torre do Bósforo pelos antigos gregos e posteriormente pelos bizantinos.